# Mark Fleischman
Mark Harvey Fleischman (Manhattan, 1 de febrero de 1940-Zúrich, 13 de julio de 2022) fue un empresario estadounidense, conocido por ser el antiguo propietario de Studio 54.

## Biografía
Creció en Long Island, Nueva York. Se graduó en la Escuela de Administración Hotelera de la Universidad Cornell.
En 1981 compró Studio 54 a sus propietarios originales, Steve Rubell e Ian Schrager. Más tarde, abrió y fue dueño del club nocturno Tatou. También abrió el club nocturno de corta duración Gaugin en el Plaza Hotel cuando era propiedad del futuro presidente de los Estados Unidos, Donald Trump.
En 2017 publicó sus memorias sobre la famosa discoteca que alguna vez tuvo, titulada Inside Studio 54.
En junio de 2022 anunció que había decidido morir por suicidio asistido en Suiza. Desde 2016 padeció una enfermedad que los médicos no supieron diagnosticar, que afectó su capacidad para hablar y lo dejó en una silla de ruedas.
Terminó con su vida el 13 de julio de 2022, con la ayuda de Dignitas, una organización sin fines de lucro para la muerte asistida, a los ochenta y dos años.